# Якопо Пальма старший
Якопо Пальма старший (італ. Jacopo Palma il Vecchio, також Якопо Негреті, 1480, Серіно поблизу Бергамо, 1528, Венеція) — італійський художник зламу XV–XVI ст.

## Маловідома біографія
Народився в Серіно поблизу Бергамо. Як і його одноліток Андреа Превіталі, навчався в Бергамо. Обидва переберуться в Венецію, котра здавна була відомим економічним та художнім центром на півночі Італії. Перше свідоцтво перебування Якопо Пальма Негретті в Венеції віднайдено лише за 1510 рік, тобто досить пізно. Єдина картина митця з підписом знайдена в музеї Берліна. Додаток до його прізвища «старший» — пізній, створений істориками мистецтва для відокремлення художника від його родича і племінника Якопо Пальми молодшого, художника доби маньєризму. Був одружений, мав трьох доньок.
Помер у Венеції.

## Впливи і художня манера
У творах художника відчувались значні впливи вже вироблених у Венеції композиційних схем та художніх манер митців, що вийшли з майстерні Джованні Белліні. Це ранні твори Джорджоне та Тиціана, гордовитих і самовпевнених майстрів, котрі мужніють і стають творчо незалежними від власних вчителів і сучасників. Навіть пунктирна еволюція творчості Якопо Пальма старшого доводить, що майстер з провінції старанно засвоїв модні знахідки попередників і сучасників, аби успішно заробляти на життя. Бо в його картинах задум, композиція, сюжет, колористичний стрій належить іншим венеційським майстрам. Часто він пише картини за готовими рецептами-схемами, не міняючи навіть формата картин («Свята родина», бл. 1515 р., Музей Чарторийських та «Мадонна з немовлям, св. Іваном Хрестителем та св. Себастьяном»), видаляючи чи додаючи нових персонажів згідно замові, міняючи тільки деталі тощо.
Покажчиком, наскільки точно він імітував чужі художні манери, є плутанина з ранніми творами його картин та картинами інших венеційців, котрі часто не ставили власних підписів на готових творах. Але поетичність, багатозначність творів Джорджоне та митців його майстерні у Пальма старшого заміняється на повінційну незначущість, повсякденне і нудне існування. Яскравий одяг персонажів його картин вводить в оману глядачів і лише приховує провінційну незначущість, пересічність осіб.
Венеційські художники довго билися над подоланням статичності, застиглості сюжетів власних картин. Подолання йшло двома шляхами — через поетизацію та багатозначність образів та темпераментне виконання і відтворення рухів. В обох галузях Якопо Пальма старший виявився досить слабким: його твори непоетичні і досить слабкі за темпераментом виконанням.

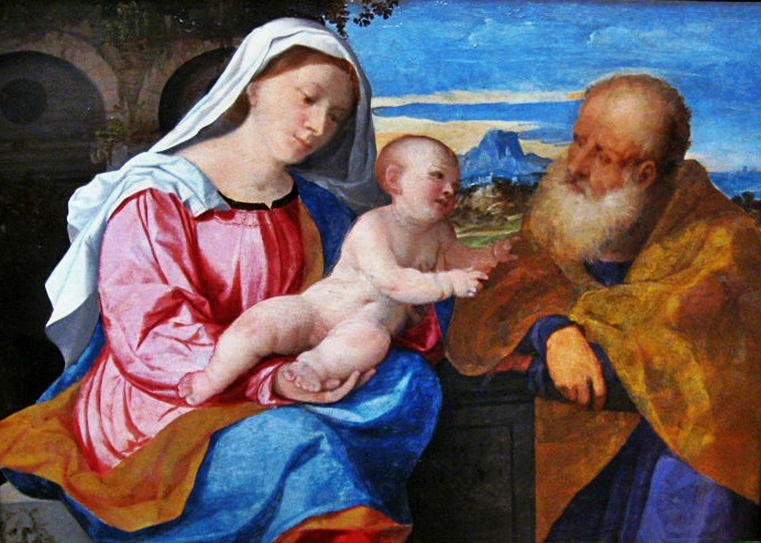
«Свята родина», бл. 1515 р., Музей Чарторийських
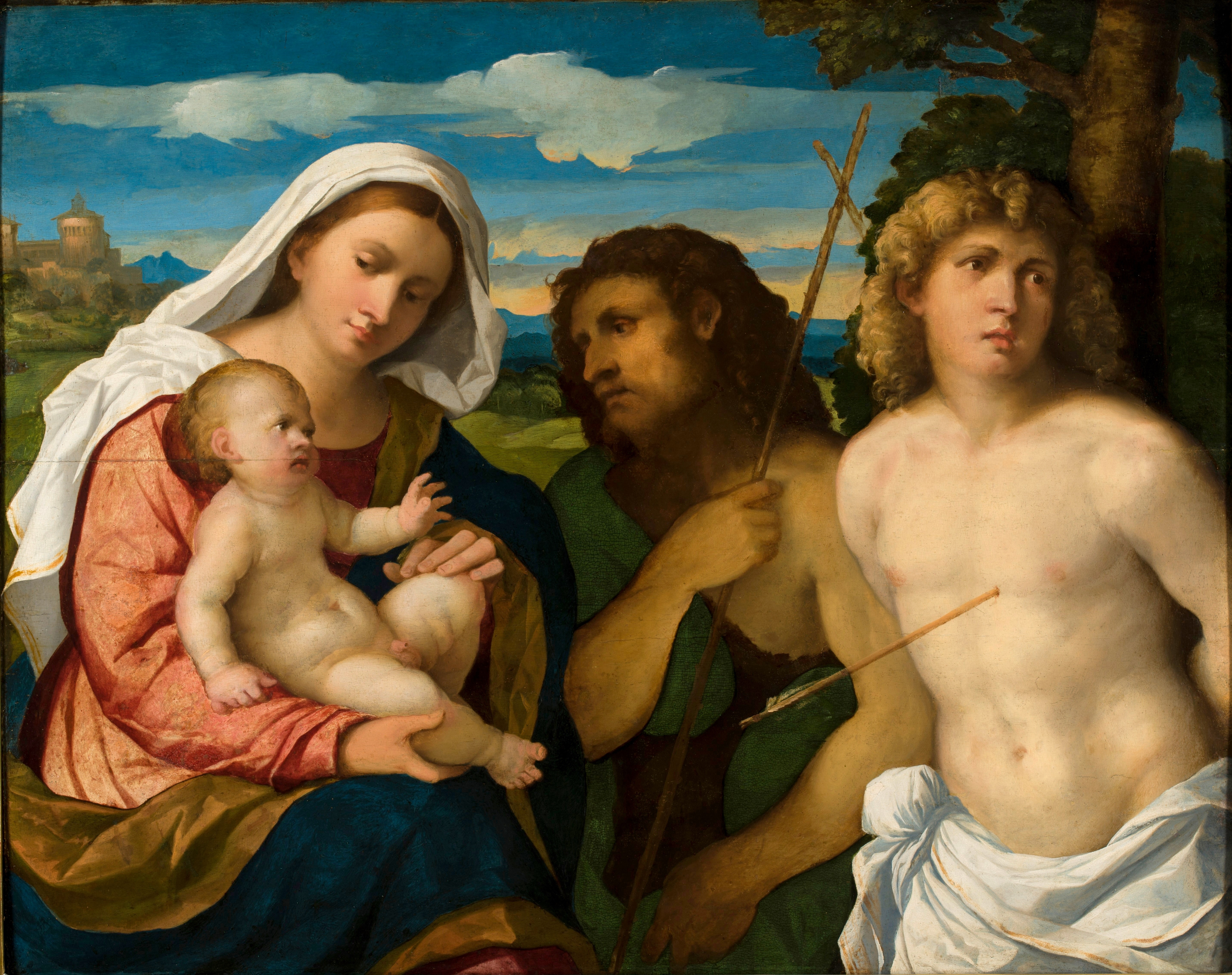
«Мадонна з немовлям, св. Іваном Хрестителем та св. Себастьяном»

## Вибрані твори
- «Христос і грішниця»
- «Св. Петро мученик»
- «Красуня»
- «Мадонна з немовлям»
- «Свята бесіда»
- « Німфа в пейзажі»
- вівтар «Св. Варвара»
- «Франческо Кверіні»

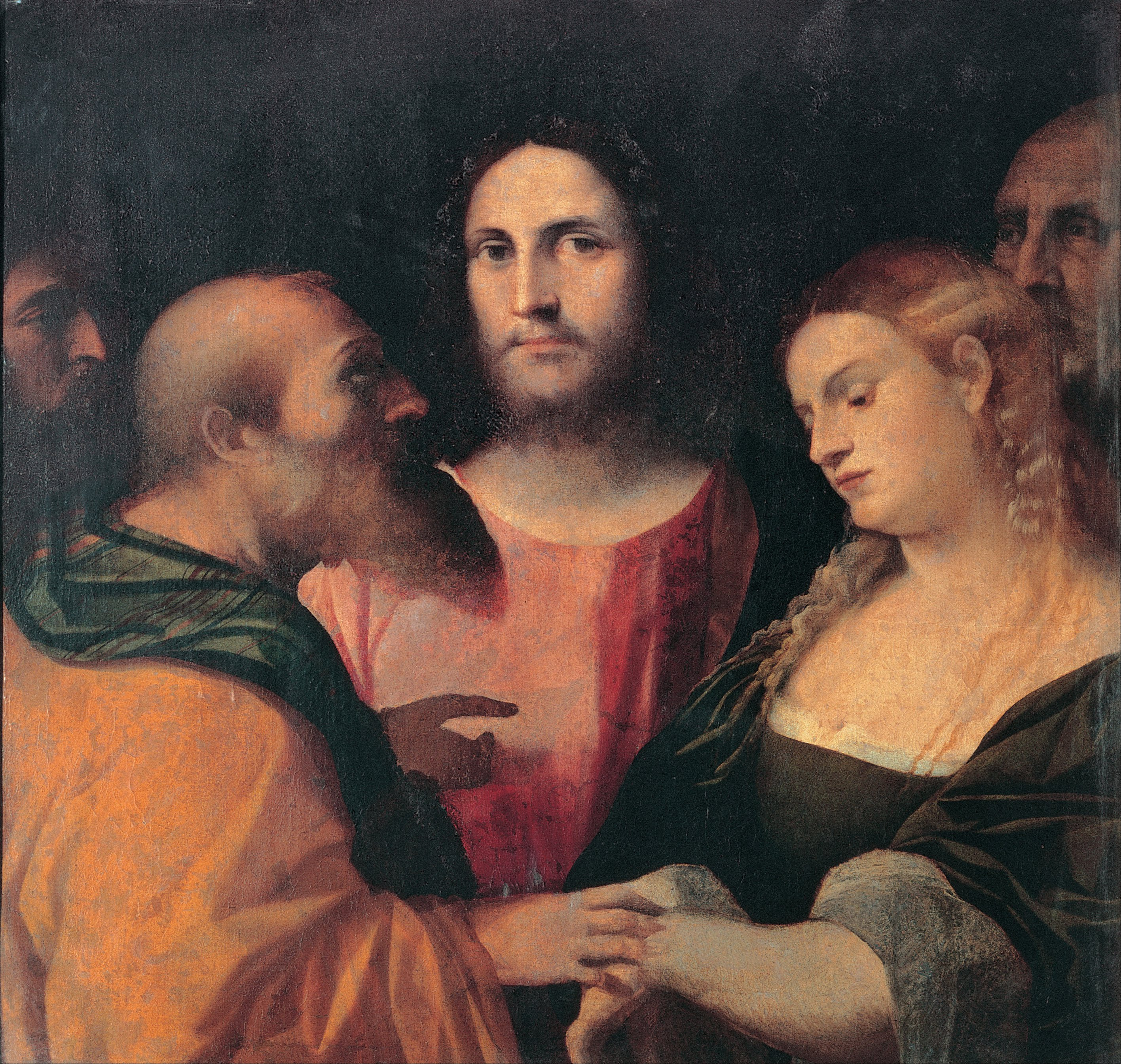
"Христос і грішниця ", Музей Капітоліні

- «Поклонніння волхвів зі св. Еленою»
- «Поклонніння пастухів немовляті Христу»
- «Мадонна з немовлям», Ермітаж, Санкт-Петербург
- «Портрет венеційця», бл. 1515 р., Ермітаж, Санкт-Петербург
- «Портрет шляхетного венеційця»
- «Мадонна з немовлям св. Іваном Хрестителем та Марією Магдалиною»
- «Портрет венеційки», Галерея Академії, Венеція
- «Венера в пейзажі»
- «Венера і Амур», Кембридж
- «Діана і вагітна німфа Калісто», Музей історії мистецтв, Відень
- «Успіння Пресвятої Богородиці», Галерея Академії, Венеція

## Галерея

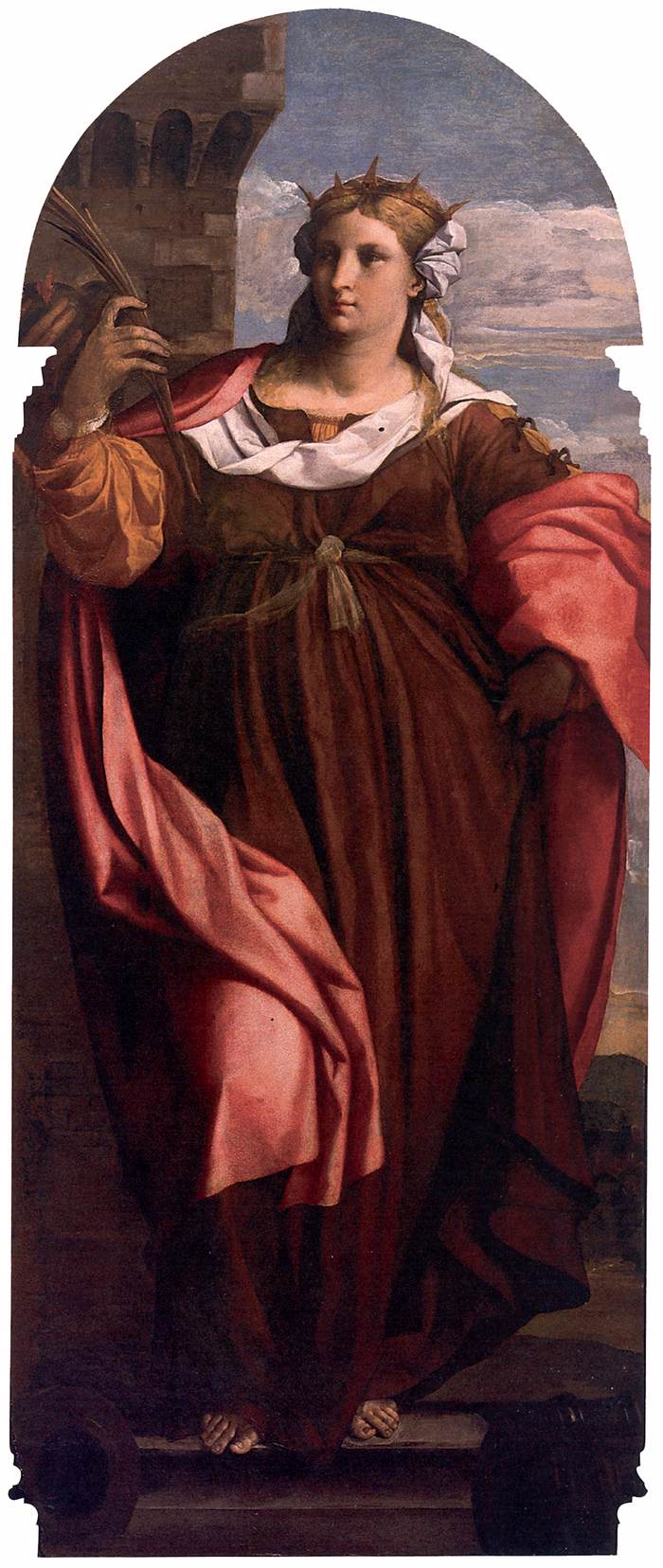
Вівтар Св. Варвари, центральна стулка.

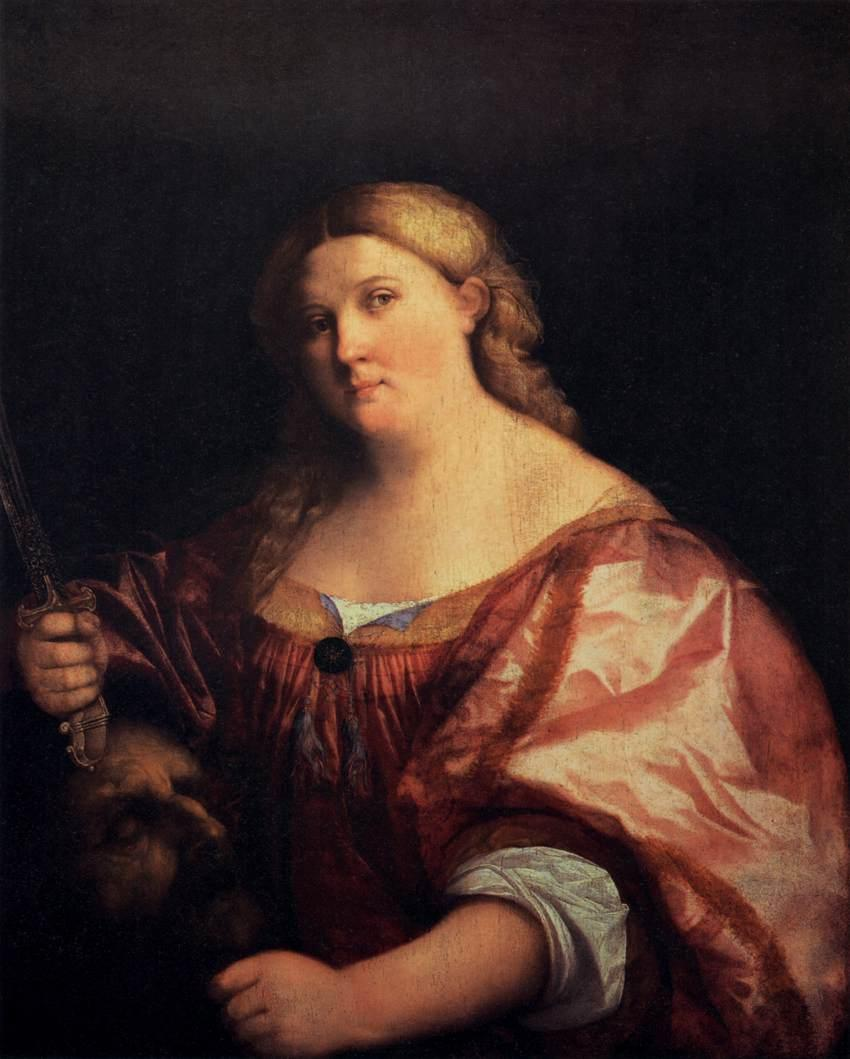
«Юдита з головою Олоферна»
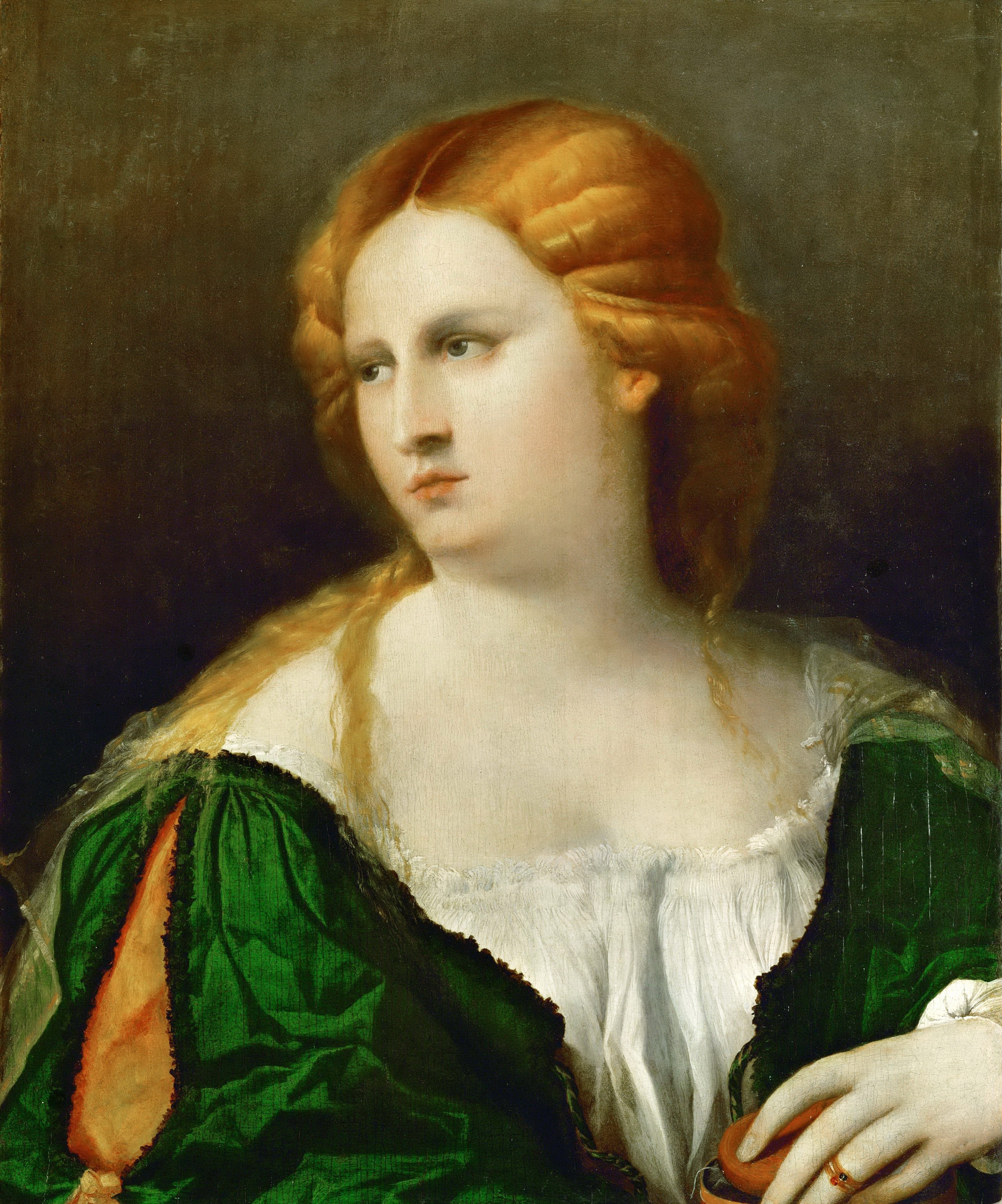
«Панянка в зеленій сукні», бл. 1514 р., Музей історії мистецтв, Відень
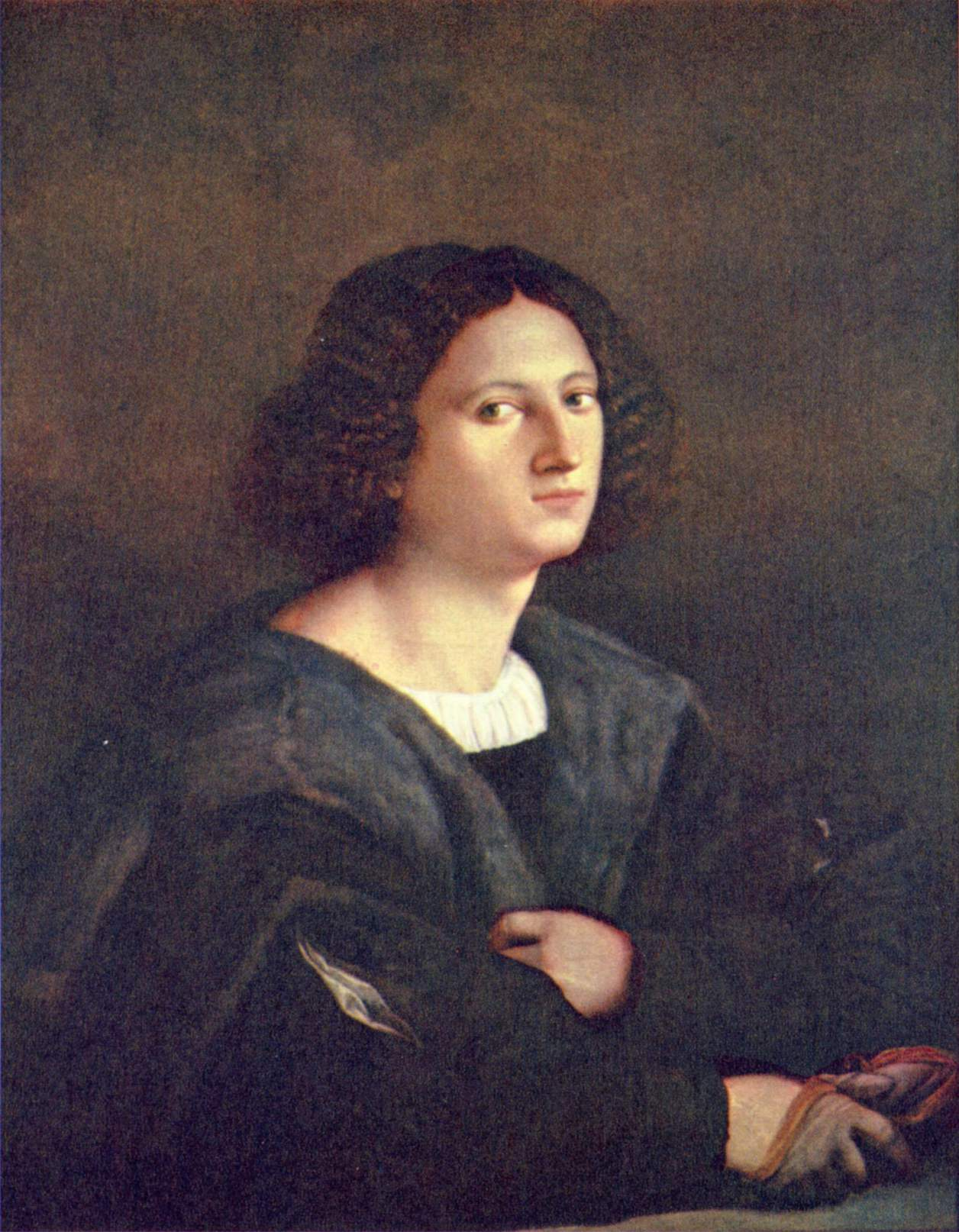
«Портрет венеційця», бл. 1515 р., Ермітаж, Санкт-Петербург
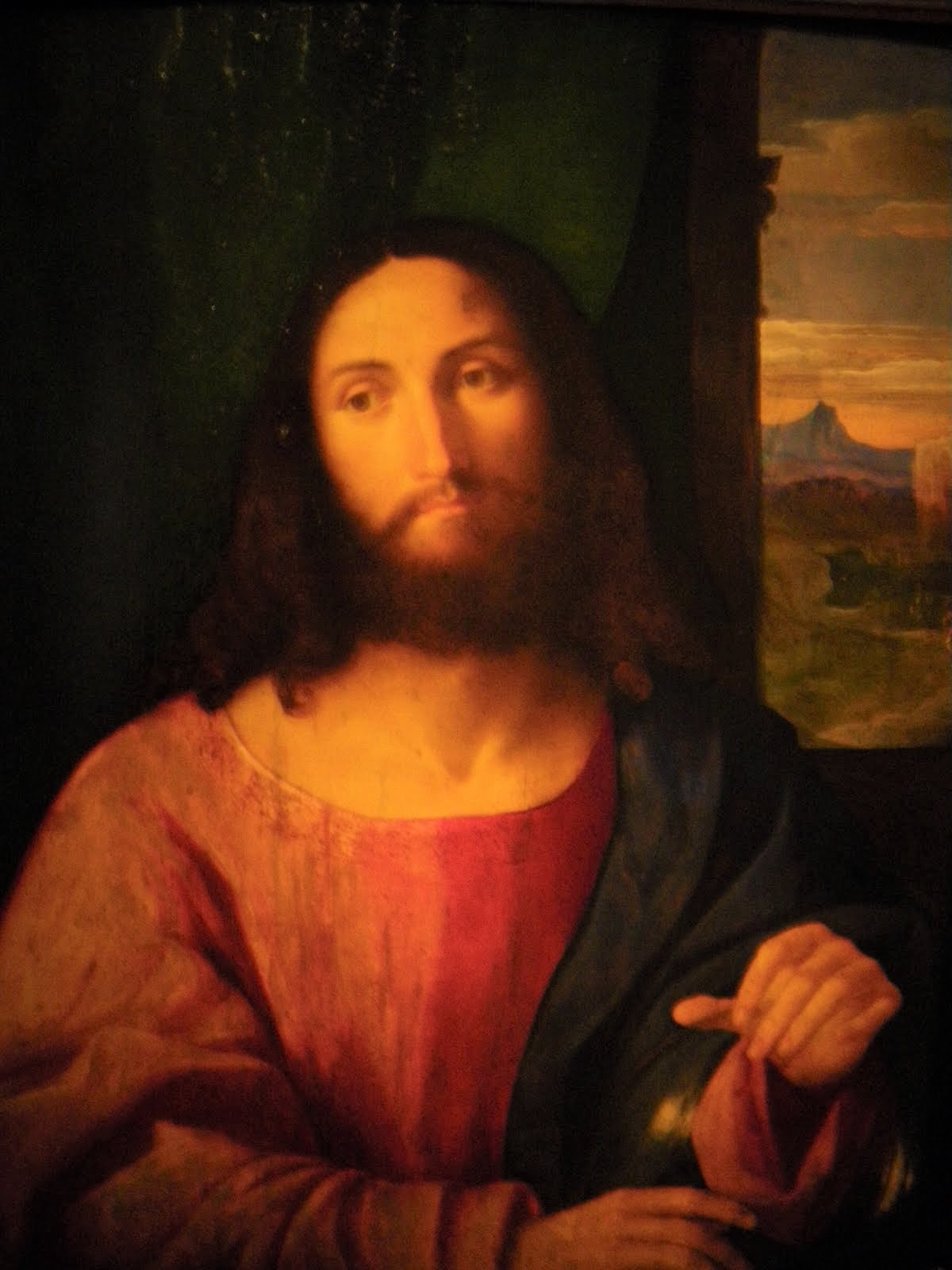
«Спас», Музей красних мистецтв, Страсбур
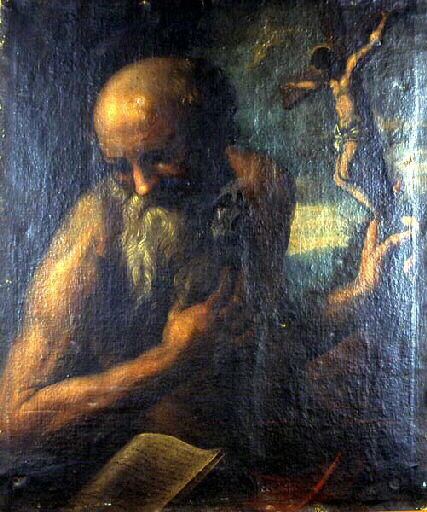
«Св. Єронім у пустелі»
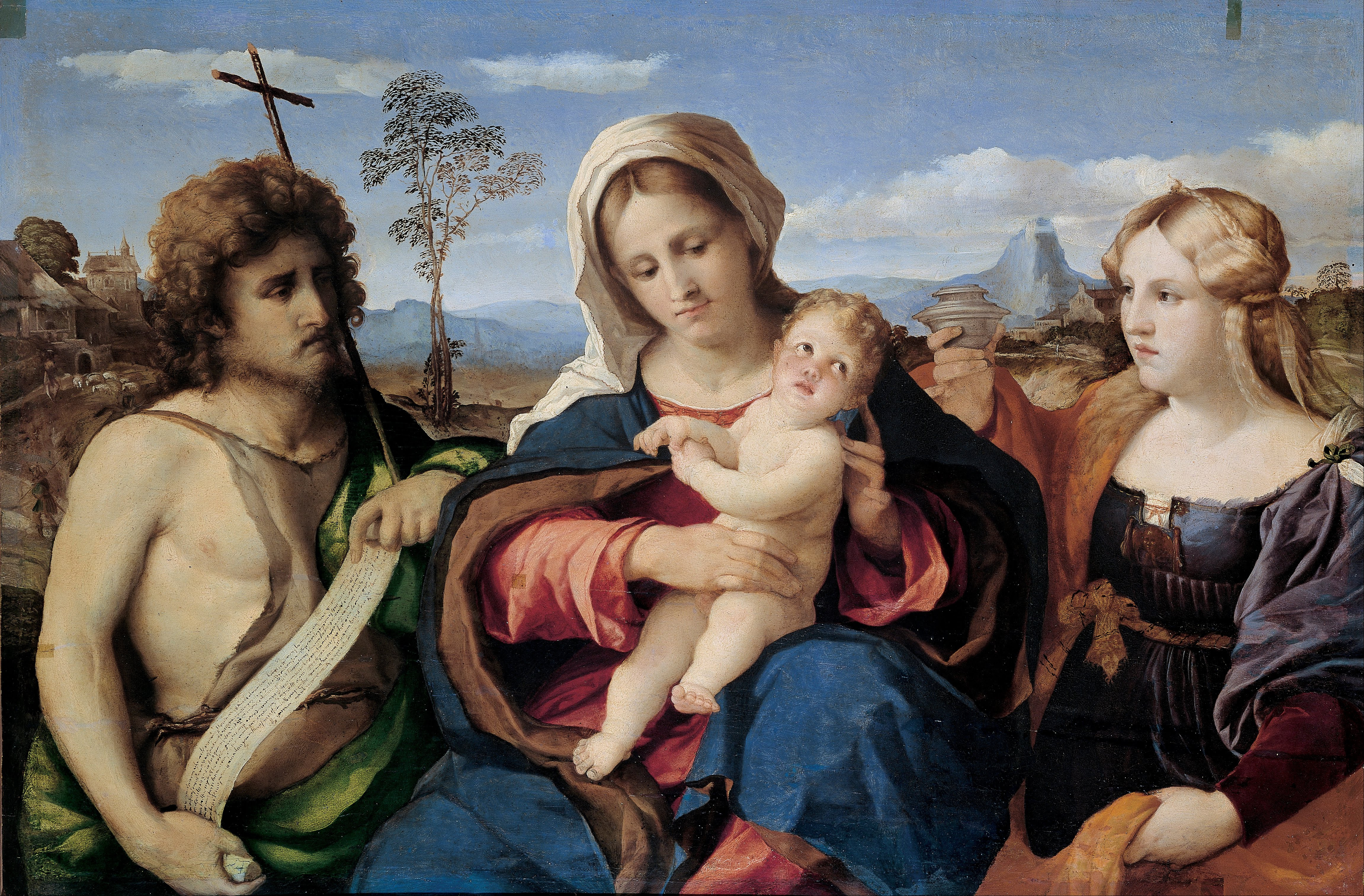
«Мадонна з немовлям Св. Іваном Хрестителем та Марією Магдалиною », Палаццо Бьянко
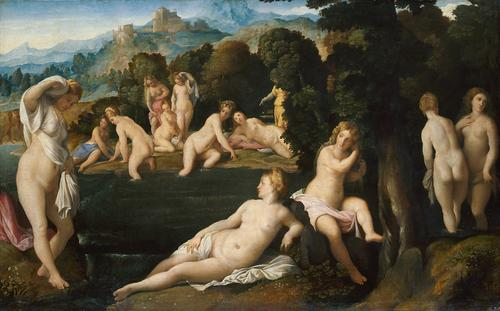
«Діана і вагітна німфа Калісто», Музей історії мистецтв, Відень
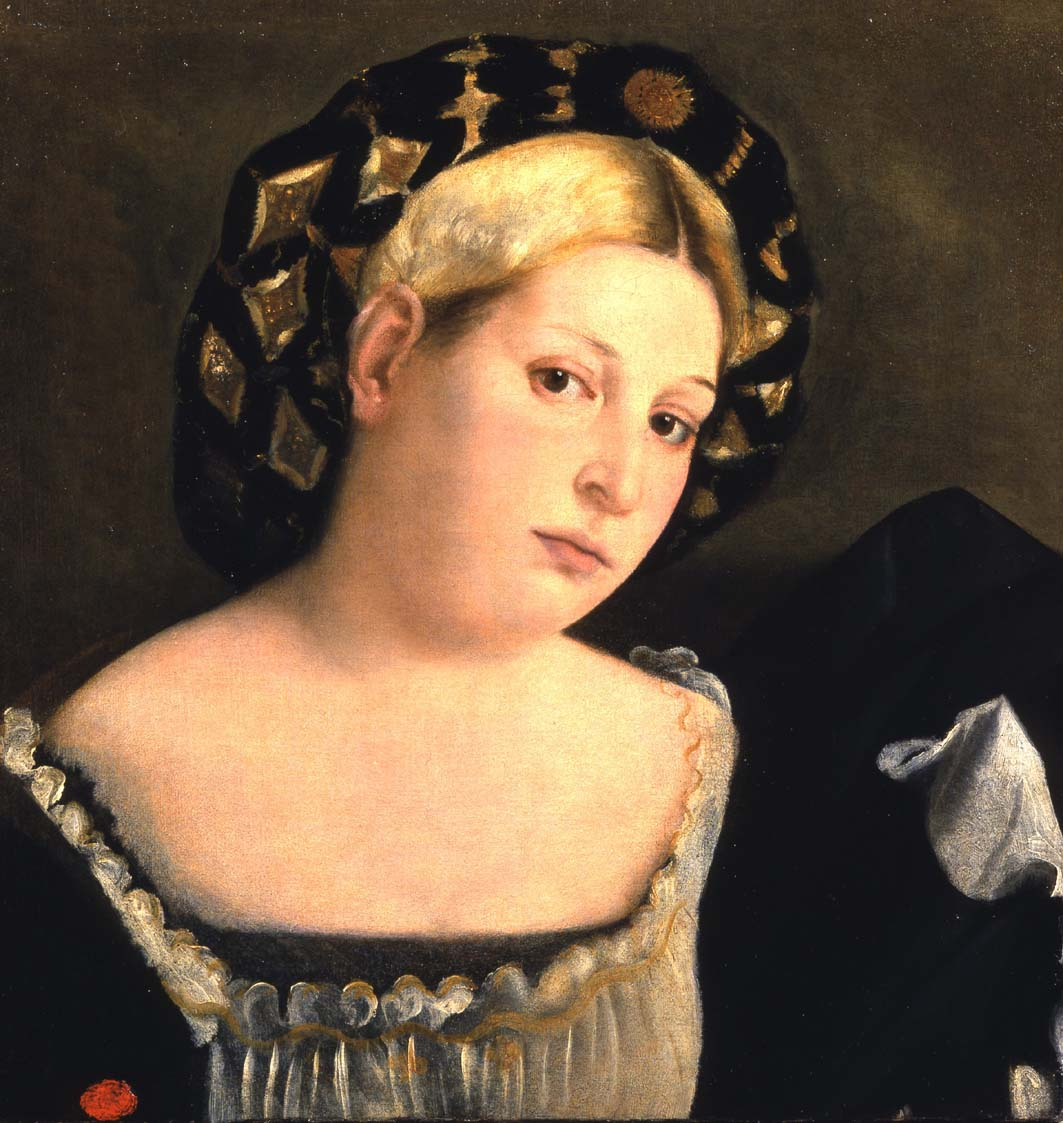
«Портрет венеційки», Галерея Академії, Венеція